# ジョー・ロールズ
ジョー・ロールズ（Joe Ralls，1993年10月13日 - ）は、イングランド・オールダーショット出身のサッカー選手。ポジションは、ディフェンダー。カーディフ・シティFC所属。

## 経歴

### クラブ
ファーンボロFCのユースチームでプレーしていたころから将来性を高く評価されており、フラムFCのトライアルに参加したり、エヴァートンFCやノッツ・カウンティFCからの関心も伝えられていたが、2010年にカーディフ・シティFCに入団。
2011年9月30日にカーディフとプロ契約を締結。10月1日のハル・シティAFC戦でプロデビュー＆プロ初ゴールを決めた。
2013年8月、ヨーヴィル・タウンFCにレンタル移籍。

### 代表
U-19イングランド代表歴がある。